# Povijest Egipta
Stara egipatska država razvila se u dolini Nila, na sjeveroistoku Afrike. Grčki povjesničar Herodot posjetio je Egipat sredinom 5. stoljeća pr. Kr. U djelu Povijest opisao je život, povijest i vjeru starih Egipćana. Istaknuo je kako je Egipat zemlja koju je darovala rijeka. U gornjim tokovima, u planinskim krajevima Etiopije i Nubije, Nil čine dvije rijeke Plavi i Bijeli Nil. Oni tijekom zime i kišnih razdoblja nabujaju, a kad se spoje u jedinstvenu rijeku, nastaje poplava u donjem koritu Nila. Zahvaljujući toj prirodnoj pojavi, Nil svake godine natapa suho pustinjsko tlo vodom i riječnim muljem. Poplavljena područja nakon povlačenja rijeke postaju pogodna za razvoj različitih poljoprivrednih kultura.

## Periodizacija razvoja egipatske države
Egipatskom su državom u najvećem dijelu njezine duge prošlosti vladale razne vladarske obitelji koje nazivamo dinastijama. One su se izmjenjivale na vlasti u razdobljima jačanja pojedinih gradskih središta i stoga ih često nazivamo prema njihovim imenima. Tijekom četiri tisuće godina egipatske povijesti na vlasti se nalazilo više od 30 dinastija.
Razvoj egipatske civilizacije dijelimo na sljedeća razdoblja:
- Preddinastičko razdoblje
- Arhajsko razdoblje (1. i 2. dinastija)
- Staro kraljevstvo (3. – 4. dinastija)
- 1. međurazdoblje (7. – 11. dinastija)
- Srednje kraljevstvo (11. – 12. dinastija)
- 2. međurazdoblje (13. – 17. dinastija)
- Novo kraljevstvo (18. – 20. dinastija)
- 3. međurazdoblje (21. – 25. dinastija)
- Saitski period (26. dinastija)
- Kasno razdoblje (27. – 31. dinastija)
- Helenističko razdoblje (32. – 33. dinastija)
- Rimsko razdoblje

## Vanjske poveznice
Sestrinski projekti
|  | Zajednički poslužitelj ima još gradiva o temi Povijest Egipta |